# Saint-Laurent-de-Cognac

Saint-Laurent-de-Cognac este o comună în departamentul Charente, Franța. În 1 ianuarie 2022 avea o populație de 832 de locuitori.